# 아상가

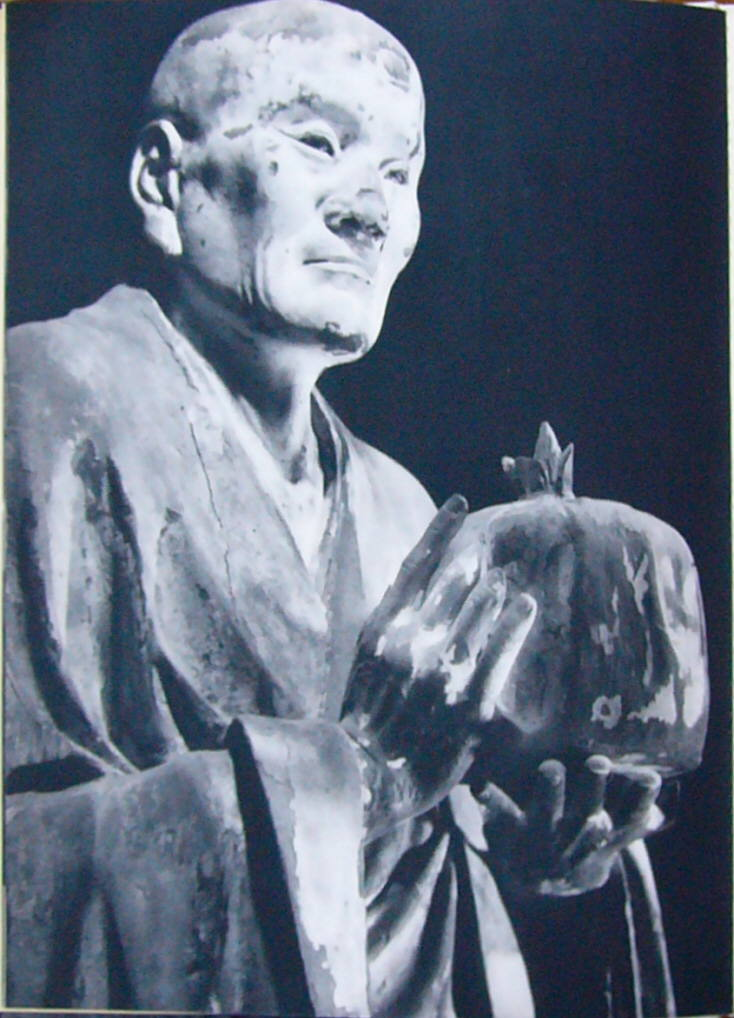

아상가 또는 무착(無着)(Asanga, 300년 ~ 390년?)은 인도 대승불교의 사상가이다.
북서 인도 간다라 지방 부루사부라성의 브라만 집안에서 3형제의 맏이로 태어났다. 그의 동생 바수반두(Vasubandhu, 世親, 세친) 역시 불교 사상가이다. 성장하여 소승불교의 유부(有部)에 출가했으나, 후일 중인도 아유차국으로 가서 대승의 유가행에 힘썼다.
전설에 의하면, 아상가는 수행중 도솔천에 올라 미륵보살의 계시를 받고, 이에 의해 《유가사지론》 · 《대승장엄경론》(大乘莊嚴經論)을 전지강설(傳持講說)한 것으로 되어 있다.
실제로 이들 저서는 아상가가 아유차국에서 유가행의 스승이었던 마이트레야로부터 받은 학설로서, 후세에 마이트레야가 미륵보살과 동일시되었기 때문에 미륵보살의 계시(啓示)에 의한 것으로 전하여지게 되었다.
그 후 그는 유식설을 조직 · 체계화한 《섭대승론》(攝大乘論)을 지었고, 그 밖에 《육문교수습정론》(六門敎授習定論)·《순중론》(順中論)·《현양성교론》·《대승아비달마집론》 등을 저술하여 유가행파의 대표적 논사(論師)로 꼽혔다.

## 참고 문헌
- 이 문서에는 다음커뮤니케이션(현 카카오)에서 GFDL 또는 CC-SA 라이선스로 배포한 글로벌 세계대백과사전의 내용을 기초로 작성된 글이 포함되어 있습니다.